# Willow Smith
Willow Camille Reign Smith (ur. 31 października 2000) – amerykańska aktorka oraz wokalistka. Córka Willa Smitha i Jady Pinkett Smith.
Na wielkim ekranie zadebiutowała rolą w filmie Jestem legendą (2007). Następnie pojawiła się m.in. w obrazie Kit Kittredge: Amerykańska dziewczyna (2008). Poza działalnością aktorską rozwija karierę muzyczną. W 2010 związała się kontraktem z wytwórnią płytową Roc Nation należącą do rapera Jaya-Z oraz wydała debiutancki singiel „Whip My Hair”, z którym dotarła do 11. miejsca na liście Billboard Hot 100, a nakręcony do niego teledysk nominowany był do nagrody BET Award w kategorii najlepszy wideoklip roku.

## Życiorys
Jest drugim dzieckiem pary aktorskiej Willa oraz Jady Pinkett Smithów; ma starszego brata, Jadena i przyrodniego brata z wcześniejszego związku ojca – Treya. Jest Afroamerykanką, z korzeniami sefardyjskimi, karaibskimi i kreolskimi ze strony matki. Wraz z rodzeństwem jest ambasadorką projektu charytatywnego Project Zambia, który ma na celu pomoc afrykańskim dzieciom osieroconym wskutek AIDS.
Zadebiutowała na wielkim ekranie w 2007 rolą w filmie Jestem legendą, w którym wystąpiła u boku ojca. Kolejny obraz z jej udziałem, Kit Kittredge: Amerykańska dziewczyna, miał premierę 2 lipca 2008. W czerwcu 2010 matka Smith, Jada Pinkett Smith, przyznała w programie Lopez Tonight, że jej córka planuje wydanie albumu studyjnego. Kilka tygodni później premierę miał debiutancki singiel Willow, „Whip My Hair”, a 3 lutego 2011 ukazał się jej singiel „21st Century Girl”, który piosenkarka promowała m.in. w programie The Oprah Winfrey Show.
W styczniu 2011 Will Smith przyznał, że myśli o tym, by wyprodukować remake komiksu Little Orphan Annie, w którym w główną rolę miałaby wcielić się Willow.

## Dyskografia

### Single
| Rok                                     | Tytuł                                                 | Najwyższa pozycja | Najwyższa pozycja | Najwyższa pozycja | Najwyższa pozycja | Najwyższa pozycja | Najwyższa pozycja | Najwyższa pozycja | Najwyższa pozycja | Najwyższa pozycja | Certyfikaty                 |
| Rok                                     | Tytuł                                                 | Stany Zjednoczone | R&B               | Australia         | Kanada            | Dania             | Niemcy            | Irlandia          | Nowa Zelandia     | Wielka Brytania   | Certyfikaty                 |
| --------------------------------------- | ----------------------------------------------------- | ----------------- | ----------------- | ----------------- | ----------------- | ----------------- | ----------------- | ----------------- | ----------------- | ----------------- | --------------------------- |
| 2010                                    | „Whip My Hair”                                        | 11                | 5                 | 18                | 18                | 9                 | 44                | 11                | 35                | 2                 | - Platyna - Platyna - Złoto |
| 2011                                    | „21st Century Girl”                                   | 99                | –                 | –                 | –                 | –                 | –                 | 36                | –                 | 91                |                             |
| 2011                                    | „Fireball” (feat. Nicki Minaj)                        | –                 | –                 | –                 | –                 | –                 | –                 | –                 | –                 | –                 |                             |
| 2015                                    | „Wait a Minute!”                                      |                   |                   |                   |                   |                   |                   |                   |                   |                   | - Platyna                   |
| 2021                                    | „Meet Me at Our Spot” (jako The Anxiety z Tyler Cole) |                   |                   |                   |                   |                   |                   |                   |                   |                   | - Złoto                     |
| „–” Singel nie zajął miejsc na listach. |                                                       |                   |                   |                   |                   |                   |                   |                   |                   |                   |                             |

### Wideoklipy
| Rok  | Tytuł               | Reżyseria |
| ---- | ------------------- | --------- |
| 2010 | „Whip My Hair”      | Ray Kay   |
| 2011 | „21st Century Girl” | Rich Lee  |
| 2011 | „Fireball”          | Ray Kay   |

## Filmografia
| Rok      | Tytuł                                 | Rola           | Informacje             |
| -------- | ------------------------------------- | -------------- | ---------------------- |
| 2007     | Jestem legendą                        | Marley Neville |                        |
| 2008     | Kit Kittredge: Amerykańska dziewczyna | Countee Garby  |                        |
| 2008     | Madagaskar 2                          | mała Gloria    | głos                   |
| 2009     | Madagwiazdka                          | Abby           | głos, film telewizyjny |
| 2009 –10 | True Jackson                          | młoda True     | serial teleiwzyjny     |
| 2012     | The Lorax                             | Marta          | głos                   |
| 2012     | Annie                                 | Annie          |                        |
| 2012     | Amulet                                | Emily          |                        |

## Nagrody i nominacje
| Rok  | Nagroda             | Kategoria                                                          | Przedmiot nominacji                   | Rezultat  |
| ---- | ------------------- | ------------------------------------------------------------------ | ------------------------------------- | --------- |
| 2008 | Young Artist Awards | Najlepsza aktorka (w przedziale wiekowym dziesięciu lat lub mniej) | Jestem legendą                        | Nominacja |
| 2009 | Young Artist Awards | Najlepsza rola (młoda obsada)                                      | Kit Kittredge: Amerykańska dziewczyna | Wygrana   |
| 2011 | NAACP Image Awards  | Najlepszy debiut                                                   | Willow Smith                          | Wygrana   |
| 2011 | NAACP Image Awards  | Najlepszy wideoklip                                                | „Whip My Hair”                        | Nominacja |